# Igor Jovićević
Igor Jovićević (Zagreb, 30. studenoga 1973.), bivši je hrvatski nogometaš i sadašnji trener. Trenutačno je bez kluba.

## Igračka karijera

### Klupska karijera
Igor Jovićević počeo je igrati nogomet u mladoj momčadi zagrebačkog Dinama. Već sa 17 godina potpisao je, u ljeto 1991. godine, ugovor s Real Madridom. 1990-ih bio je oslovljavan nasljednikom Zvonimira Bobana, no kasnije je zaigrao samo u B momčadi ↓1 madridskoga kluba, a u kojoj je tada nastupao s mladim igračima Raúlom, Gutijem, Juanom Esnáiderom, Urzaizom, Danijem i inima. Njegovu karijeru poremetila je teška ozljeda koju je zadobio igravši s hrvatskom reprezentacijom protiv Ukrajine. Nakon stanke od godine dana, vratio se u Hrvatsku i zaigrao u drugome zagrebačkome klubu, NK Zagrebu. No nakon ozljede Jovićević nije bio više isti igrač. Igrao je još u Japanu, Brazilu, Francuskoj, Kini, Ukrajini te završio igračku karijeru ponovno u Kini, s novom ozljedom koljena, u dobi od 32 godine. 

### Reprezentativna karijera
U mlađim selekcijama hrvatske nogometne reprezentacije ima 8 nastupa zabilježenih s reprezentacijom do 21 godine.

## Trenerska karijera
Nakon umirovljenja, Jovićević se počinje baviti trenerskim poslom. Dana 18. lipnja 2014. godine postao je privremenim glavnim trenerom, a 1. rujna 2015. godine glavnim trenerom u ukrajinskome FK Karpati Lavovu. Od siječnja 2016. godine nije trenerom u Karpati Lavovu kojega je napustio zbog neslaganja s upravom, a od 10. listopada iste godine trenerom je slovenskoga NK Celja.
Dana 20. srpnja 2017. godine imenovan je trenerom zagrebačkog Dinama II, a 1. srpnja 2018. godinei trenerom do 19 sastava.
Dana 22. travnja 2020. godine, Jovićević je imenovan nasljednikom Nenada Bjelice na klupi seniorskog sastava zagrebačkog Dinama.
Dana 6. srpnja 2020. godine sporazumnim raskidom ugovora, napustio je Dinamo. Imao je učinak od 3 pobjede, 2 remija i 2 poraza.

## Priznanja

### Trener

#### Klupska
Dinamo Zagreb do 19
- 1. HNL za juniore (2): 2017./18., 2018./19.
- FIFA Kup mladih (1): 2018.
- Kvarnerska rivijera (1): 2019.

Šahtar Donjeck
- Ukrajinsko prvenstvo (1): 2022./23.

## Osobni život
Jovićević je sin Dinamova nekadašnjeg braniča, Čede (1952. − 2020.) i Sanje Jovićević. Oženjen je i ima dva sina Filipa i Marcosa, obojicu igrača Dinamove akademije.